# Magnolia sphaerantha
Magnolia sphaerantha là một loài thực vật có hoa trong họ Magnoliaceae. Loài này được (C.Y.Wu ex Y.W.Law & Y.F.Wu) Sima mô tả khoa học đầu tiên năm 2001.